# Taeniopygia

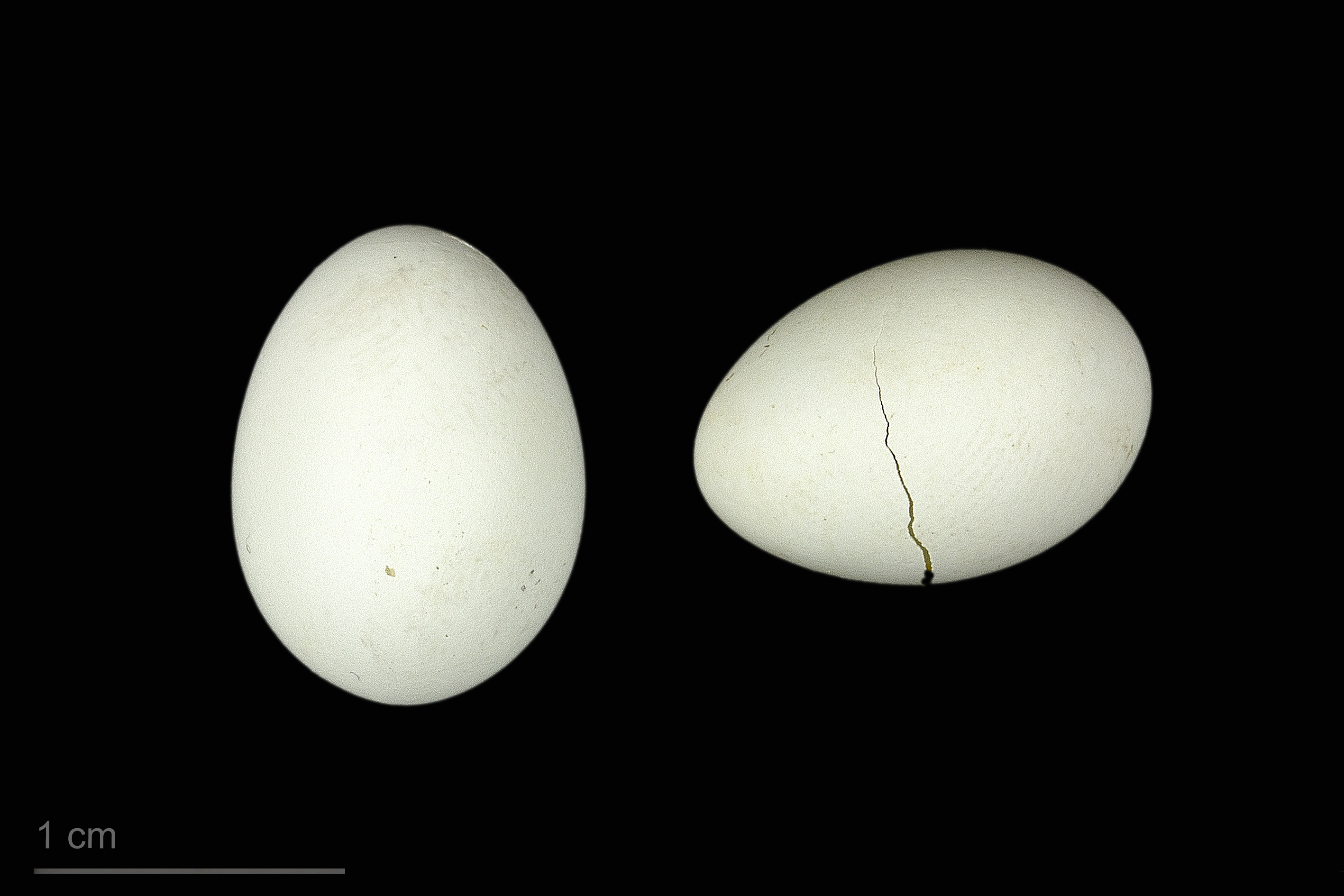
Taeniopygia guttata castanotis - MHNT

Taeniopygia es un género de aves paseriformes perteneciente a la familia de los estrildidos. Sus miembros son nativos de las islas menores de la Sonda y Australia. Fue descrito científicamente en 1862 por el ornitólogo Ludwig Reichenbach en la página 26 de su libro Singvogel.

## Especies
El género Taeniopygia se compone de las siguientes dos especies:
- Taeniopygia guttata - diamante cebra;
- Taeniopygia bichenovii - diamante de Bichenov;